# 握壽司

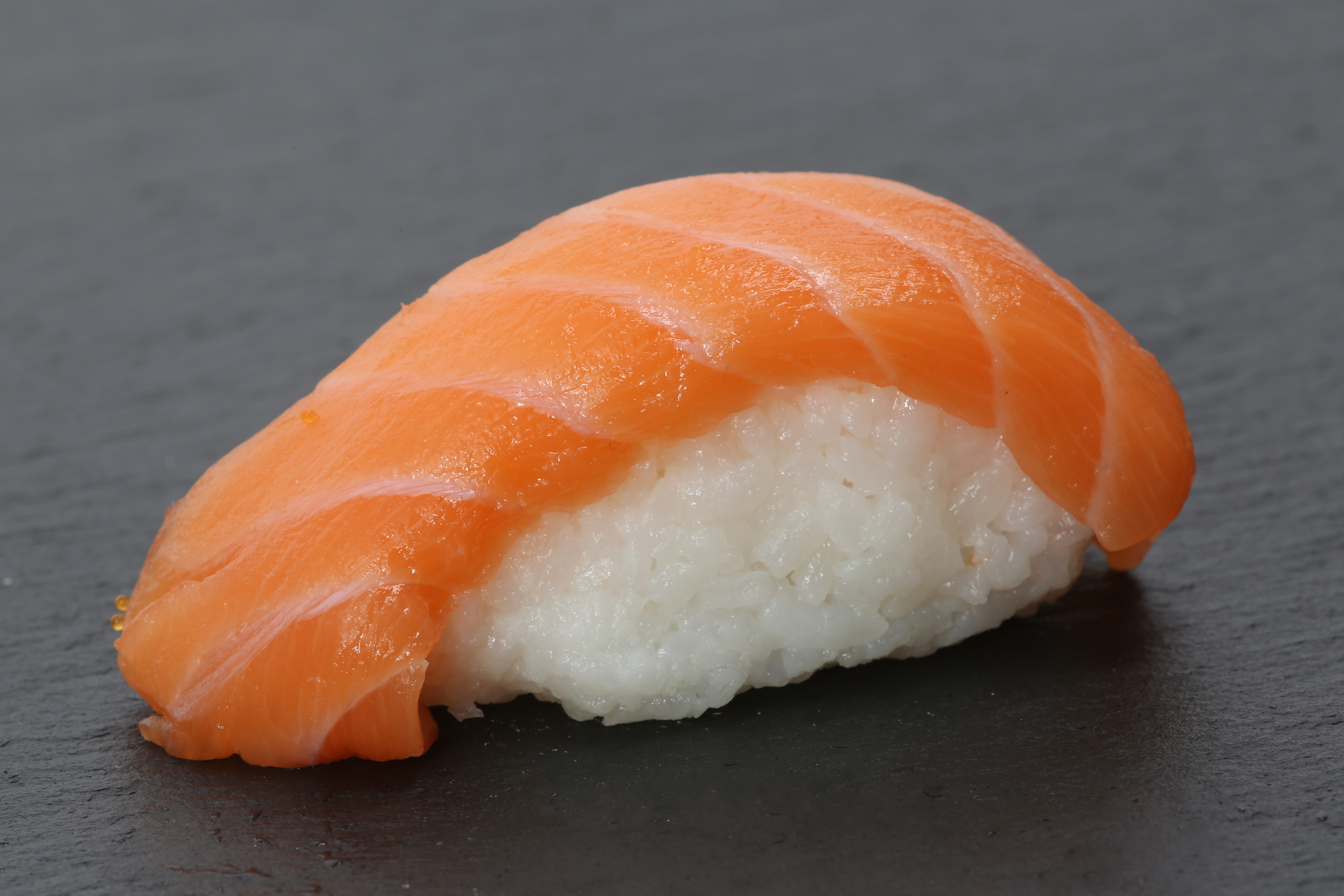
常見的鮭魚（三文魚）握壽司

握壽司（日语：握り寿司），是寿司的一種，由約一口大小的醋飯和上方的一塊魚肉組成。魚肉時常是生魚，並在魚和飯之間有山葵。傳統做法是用手捏製。視配料種類之不同，有時會再用一塊海苔把兩者縛在一起。
在日本，若不加說明的話，「壽司」一詞多是指握壽司。

## 歷史
日本江户时代文化、文政年間興起，一位名叫華屋与兵衛的壽司師傅用手將醋飯與生魚片一起捏製，在生魚片與醋飯間塗上些許山葵，握壽司體型比現在常見的握壽司大了2～3倍，這種握壽司為了與當時另一流行的關西箱押壽司區別，便稱為江戶前（東京灣）壽司，在當時最早流行於現在的東京都墨田區兩國地帶。現在的握壽司體型經過演變，變成一口大小。

## 握法
捏製壽司的握法在握壽司中佔有舉足輕重的地位，因為能用最少的「手數」（步驟）完成壽司，代表壽司較不易受到師傅手的溫度影響，可以保留更多的食材原味與外型。每個壽司師傅都有自己擅長的握法，但是依照個人長久累積的經驗或習慣，相同的握法在手勢或捏製方面可能多少會有點不同的差異。
握法主要是以下三種為主流：
- 本手返（本手返し，ほんてがえし）－本手返是最傳統的握壽司手法。
- 小手返（小手返し，こてがえし）－小手返是三種握法中最簡單，也是現今主流。
- 立返（たてがえし），亦稱佛壇返（仏壇返し，ぶつだんがえし）－一般用在不容易與醋飯結合的壽司料上。